# Agrilus macer
Agrilus macer är en skalbaggsart som beskrevs av Leconte 1858. Agrilus macer ingår i släktet Agrilus och familjen praktbaggar. Inga underarter finns listade i Catalogue of Life.